# Jens Christian Hostrup

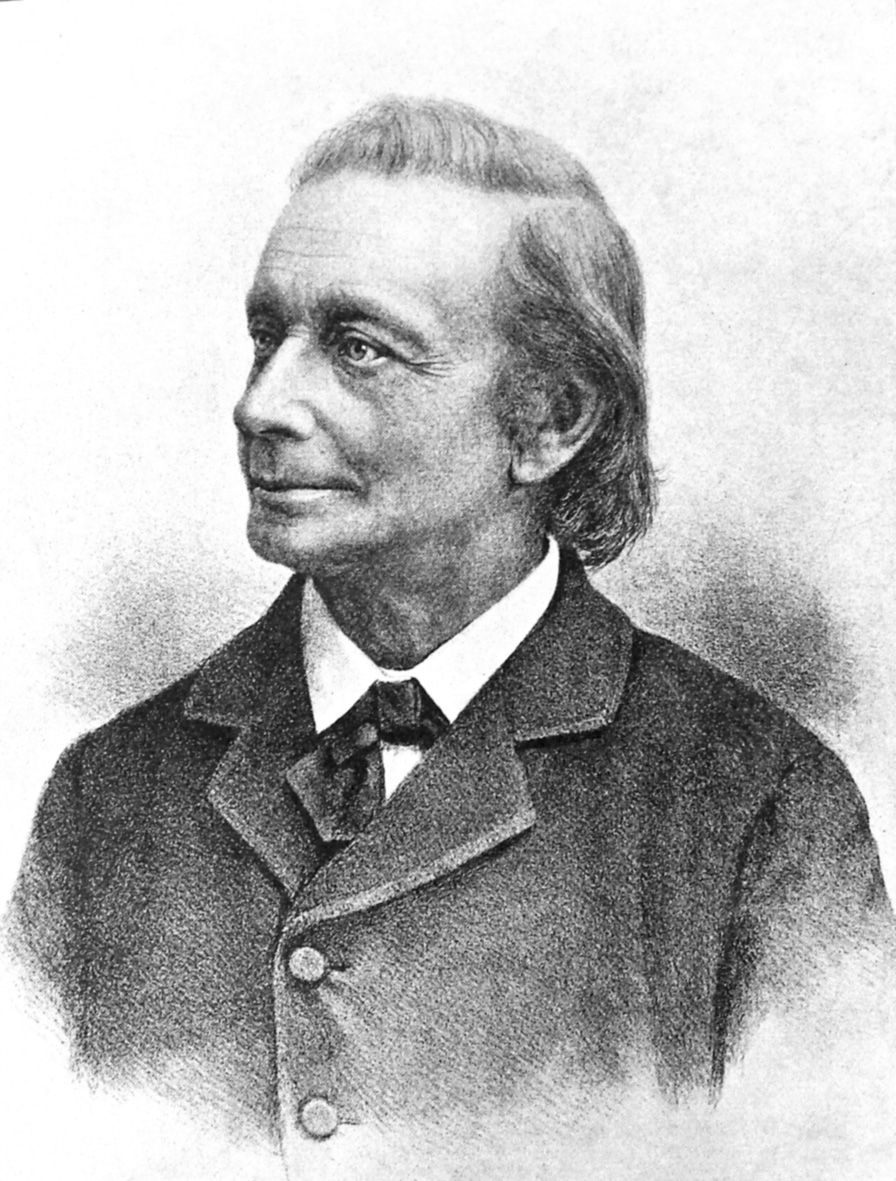
Jens Christian Hostrup

Jens Christian Hostrup (* 20. Mai 1818 in Kopenhagen; † 21. November 1892 in Hillerød) war ein dänischer Schriftsteller.

## Leben
Hostrup bekam nach seinem Studium eine Stelle als Hauslehrer und Pastor. Unter dem Einfluss von Johan Ludvig Heiberg und Ferdinand Raimund begann Hostrup Singspiele zu verfassen. Genaue Milieu- und Charakterschilderungen und treffsichere Dialoge brachten einigen Erfolg und die Premieren wurden von der Kritik alle freundlich aufgenommen. Hostrup schrieb auch viele Lieder für die dänische Bauernvolkshochschule, die zum Teil sehr populär wurden. Jens Christian Hostrup starb am 21. November 1892 in Hilleroed.

## Werke
- Gjenboerne. 1844
- Eventyr paa Fodreisen. 1847
- Komedier. 1900